# Love Me Down Easy
«Love Me Down Easy» (en español: «Amame con calma fácil») es una canción y el sencillo debut de la cantante argentina Oriana Sabatini. Fue lanzada el 15 de abril de 2017 como el primer sencillo de su futuro álbum de estudio a través del sello Pirca Records. La canción fue escrita por Sabatini, MdL y Cameron Forbes. Sabatini interpretó la canción por primera vez en la apertura del show de Marcelo Tinelli, Showmatch 2017.

## Antecedentes
Luego de su exitosa carrera como actriz en la serie juvenil de Cris Morena, Aliados en 2013; Sabatini empezó a planear desde 2016 una posible carrera musical. En ese momento, Sabatini aprovechó el apoyo de sus padres quienes la acompañaron en un viaje a Los Ángeles, California para trabajar con algunos productores de música pop. Sabatini fue descubierta por los productores estadounidenses MdL y Cameron Forbes. MdL ha trabajado con artistas como Justin Bieber, Maroon 5 y Anne-Marie, y Forbes es un rapero que se dedica también a la composición y producción en el ámbito de la música hip-hop. Forbes y MdL ayudaron a Sabatini a componer y producir "Love Me Down Easy". En una entrevista con "La Viola" del Diario Clarín, Sabatini reveló que estuvo grabando Love Me Down Easy desde mayo de 2016, la cantante también declaró que "no le importaría si a la gente le gustase o no su canción".[cita requerida]

## Composición
«Love Me Down Easy» es una canción de género pop que combina EDM y electrohouse, tiene influencias del pegadizo tropical house. Cuenta con un fondo de guitarra eléctrica, doble voz para que suene como un coro y un sintetizador. Abarca un medio tempo; fue escrita por MdL, Cameron Forbes y Sabatini. La voz de Sabatini pasa de Sol a Si-m en los acordes. La letra se destaca por hablar de una ruptura amorosa y por su coro pegadizo.

## Video musical
La canción cuenta con un video lírico/musical lanzado el 27 de abril de 2017. Estuvo dirigido por el argentino Matias Gutiérrez Petrick y el británico Ardi Grygierczyk. Fue producido por Pogo Creative, en el video se muestra la letra de la canción mientras Sabatini está de fondo quien se ve envuelta en diferentes situaciones de la vida cotidiana. Actualmente, el video cuenta con más de 7.5 millones de reproducciones en la plataforma de YouTube.

## Apariciones en otros medios
La canción apareció en un comercial de la marca L'Oréal protagonizado por Sabatini en mayo del año 2016, en él se podía escuchar un demo de la canción.

## Interpretaciones en vivo
Sabatini interpretó la canción como telonera en la gira de Ariana Grande de 2017, Dangerous Woman Tour en su paso por Argentina, al igual que la interpretó en la gira A Head Full of Dreams Tour de Coldplay ese mismo año. En 2017 Sabatini interpretó la canción en el programa Showmatch, presentó también la canción en abril de 2018 en el canal argentino Telefe, interpretando la versión instrumental del tema. También presentó la canción en su primer show promocional en el Vorterix, Love Me Down Easy Tour en mayo de 2018. Una versión instrumental fue interpretada en el The One Sessions de Radio One Argentina e interpretó el tema completo en el festival Lollapalooza de 2018.

## Lista de canciones
| N.º | Título                                     | Duración |  |
| 1.  | «Love Me Down Easy»                        | 3:04     |  |
| 2.  | «Love Me Down Easy» (versión instrumental) | 3:03     |  |
| 3.  | «Love Me Down Easy» (versión acústica)     | 3:00     |  |
| 4.  | «Love Me Down Easy» (Vibratto Remix)       |          |  |

## Premios y nominaciones
| Año  | Premiación                                | Categoría               | Resultado | Ref.  |
| ---- | ----------------------------------------- | ----------------------- | --------- | ----- |
| 2017 | Nickelodeon Kids' Choice Awards Argentina | Canción latina favorita | Nominada  | [ 4 ] |
| 2017 | Premios Martín Fierro Digital             | Video musical del año   | Nominada  | [ 5 ] |

## Posicionamiento en listas
| País (Lista 2017)                   | Posición más alta |
| ----------------------------------- | ----------------- |
| Argentina (Monitor Latino)          | 17                |
| Argentina Anglo (Monitor Latino)    | 5                 |
| Argentina Nacional (Monitor Latino) | 2                 |

| País (Lista 2017)                | Posición más alta |
| -------------------------------- | ----------------- |
| Argentina (Monitor Latino)       | 78                |
| Argentina Anglo (Monitor Latino) | 27                |